# ورزشگاه چمازی
ورزشگاه چمازی (به لاتین: Chamazi Stadium) یک ورزشگاه در تانزانیا است که در دارالسلام (تانزانیا) واقع شده‌است.